# Saint-Pierre-de-Côle
 Saint-Pierre-de-Côle  (en occitano Sent Peir de Còla) es una población y comuna francesa, situada en la región de Aquitania, departamento de Dordoña, en el distrito de Nontron y cantón de Thiviers.

## Demografía
| 558 | 539 | 507 | 490 | 464 | 448 |
| Para los censos de 1962 a 1999 la población legal corresponde a la población sin duplicidades (Fuente: INSEE [Consultar]) |     |     |     |     |     |